# Чудесная история Генри Шугара (сборник)
«Чудесная история Генри Шугара» (англ. The Wonderful Story of Henry Sugar and Six More) — сборник произведений Роальда Даля, состоящий из 7 рассказов, написанных в разное время на протяжении жизни автора. Все они ориентированы на более взрослую аудиторию, нежели многие детские произведения Даля. Сборник впервые был опубликован в 1977 году в Лондоне издательством Jonathan Cape.

## Содержание сборника
| № | Название                                  | Оригинальное название              | Прим.                                |
| - | ----------------------------------------- | ---------------------------------- | ------------------------------------ |
| 1 | Пустяковое дело                           | A Piece of Cake                    | Другое название «Плёвое дело»        |
| 2 | Нечаянная удача. Как я стал писателем     | Lucky Break                        |                                      |
| 3 | Мальчик, который разговаривал с животными | The Boy Who Talked with Animals    |                                      |
| 4 | Попутчик                                  | The Hitch-Hiker                    | Другое название «Необычный пассажир» |
| 5 | Сокровище Милденхолла                     | The Mildenhall Treasure            |                                      |
| 6 | Лебедь                                    | The Swan                           |                                      |
| 7 | Чудесная история Генри Шугара             | The Wonderful Story of Henry Sugar |                                      |

## Экранизации
В январе 2022 года началось производство фильма «Чудесная история Генри Шугара», который будет основан на произведениях сборника. Режиссёром и сценаристом выступит Уэс Андерсон, а в главных ролях снимутся Бенедикт Камбербэтч, Рэйф Файнс, Бен Кингсли и Дев Патель. Фильм будет состоять из четырёх короткометражек. Премьера первой части состоится 1 сентября 2023 года на 80-м Венецианском кинофестивале, а 13 октября «Чудесная история Генри Шугара» полностью появится на стриминг-сервисе Netflix.

## Издания на русском языке
На русском языке сборник ни разу не публиковался, не считая некоторых рассказов в разных изданиях.